# Masakazu Morita
Masakazu Morita (森田 成 Morita Masakazu, * 21. října 1972 Tokio) je japonský seijú a herec pocházející z Tokia. V současnosti pracuje pod záštitou Aoni Production. V minulosti byl moderátorem rádio show Bleach B-Station. Mezi Moritovy nejznámější role patří Kurosaki Ičigo (Bleach), Tidus (Final Fantasy X), Auel Nieder (Gundham Seed Destiny), Pegasus Seija (Saint Seija Hades: Kapitola Inferno), Troy Bolton (japonské verze High School Musical a High School Musical 2) a Pod (Pocket Monsters).
Anime a televizní role:
- Aqua Kids (Juno)
- Baccano! (Claire Stanfield)
- Bakuman (Kazuja Hiramaru)
- Bakuman 2 (Kazuja Hiramaru)
- BECK (Hjódó Masaru)
- Bleach (Ičigo Kurosaki)
- Case Closed (Rjósuke Fukuma v epizodách 419 a 420)
- Dragon Ball: Yo! Son Goku and His Friends Return!! (Tarble)
- Diamond Daydreams (Jú)
- Eden of the East (Rjó Júki)
- Final Fantasy VII Advent Children – pohybující se herec
- Heat the soul (Konstantín Balmont)
- Interlude (Nameless)
- Kiniro no Corda (Hihara Kazuki)
- Kite Liberator (Rin Gaga)
- Marginal Prince (Alfred Visconti)
- Kidou Senshi Gundam SEED Destiny (Auel Neider)
- Major (Sato Tošija)
- One Piece (Marco)
- Onmyou Taisenki (Jakumo Jošikawa)
- Pocket Monsters: Best Wishes (Pod)
- Prince of Tennis (Taširo)
- Ring ni kakero (Rjúdži Takane)
- Sengoku Basara (Maeda Keidži)
- Sengoku Basara 2 (Maeda Keidži)
- Saint Seiya: Hades Chapter (Pegasus Seija)
- SD Gundam Sangokuden Brave Battle Warriors (Ryomou Dijeh)
- Sonic X (Chris Thorndyke (dospělý))
- Tiger & Bunny (Barnaby Brooks ml.)

Herní role:
- série Bleach (Ičigo Kurosaki)
- Bakumecu renka šinsengumi (Kondo Hasami)
- Datenši noamai júwaku × Kaikan phrase (Jošihiko „Santa“ Nagai)
- Dragon Ball: Raging Blast 2 (Tarble)
- Dragon Ball Z: Ultimate tenkaiči jako Hero Modes „Ďábelský hlas“
- Final Fantasy VIII (Zell) jako Motion Capture
- Final Fantasy X (Tidus)
- Final Fantasy X-2 (Tidus), (Shuyin)
- Kingdom Hearts (Tidus)
- série Kiniro no Corda (Hihara Kazuki)
- Riveria: The Promised Land (Ledah)
- Jo-Džin-Bo: The Bodyguards (Jozaburo Širaanui)
- Sengoku Basara 2 (Maeda Keidži)
- Signal (Jamato "None" Hošoin)
- Summon Night: Swordcraft Story 2 (Loki)
- Dynasty Warriors 5 (Pang De)
- Tokimeki Memorial Girl's Side: 2nd Kiss (Saeki Teru)
- Dissidia: Final Fantasy (Tidus)
- Transformers Armada The Game (Hot Shot)
- Puyo Puyo! 15th Anniversary (Schezo Wegey)
- Puyo Puyo 7 (Schezo Wegey)
- Rewrite (Kotarou Tennouji)

CD role:
- Special A (Tadaši Karino)
- Superior (Lakshri)
- Di[e]ce (Naoto Kanzaki)

Dabing:
- High School Musical (Troy Bolton)
- High School Musical 2 (Troy Bolton)
- Mašinka Tomáš (Kapitán)

Podrobnosti: Vyhrál v kategorii „Nejlepší začátečnický herec“ v Seiyu Awards za roli Ičiga Kurosakiho. Jeho jméno je někdy chybně čteno jako Seiiči Morita.